# Ferran (Francia)
 Ferran  es una comuna y población de Francia, en la región de Languedoc-Rosellón, departamento de Aude, en el distrito de Limoux y cantón de Alaigne.
Su población municipal en 2007 era de 99 habitantes.
Está integrada en la Communauté de communes du Razès Malepère .

## Demografía
| 190 | 183 | 201 | 220 | 247 | 232 | 264 | 280 | 259 | 260 | 244 | 225 | 229 | 240 | 256 | 251 | 225 | 217 | 223 | 238 | 181 | 205 | 206 | 178 | 156 | 146 | 108 | 83 | 59 | 70 | 57 | 64 | 99 |
| Para los censos de 1962 a 1999 la población legal corresponde a la población sin duplicidades (Fuente: INSEE [Consultar]) |     |     |     |     |     |     |     |     |     |     |     |     |     |     |     |     |     |     |     |     |     |     |     |     |     |     |    |    |    |    |    |    |